# Jerzy Buzek
Jerzy Buzek (fil) [ˈjɛʐɨ ˈbuzɛk], född den 3 juli 1940 i Smilovice i nuvarande Tjeckien, är en polsk politiker och kemiingenjör.
Buzek var aktiv som politiker i den underjordiska antikommunistiska rörelsen under 1980-talet. 1997 blev han medlem i Sejmen, underhuset i Polens parlament. Mellan åren 1997 och 2001 var han premiärminister i Polen.
2004 blev han ledamot av Europaparlamentet för partiet Medborgarplattformen, som är medlemsparti i Europeiska folkpartiet.
Den 14 juli 2009 valdes han till Europaparlamentets talman med 555 röster av 713. I enlighet med den informella överenskommelsen mellan S&D och EPP ersattes han den 17 januari 2012 av socialdemokraten Martin Schulz.

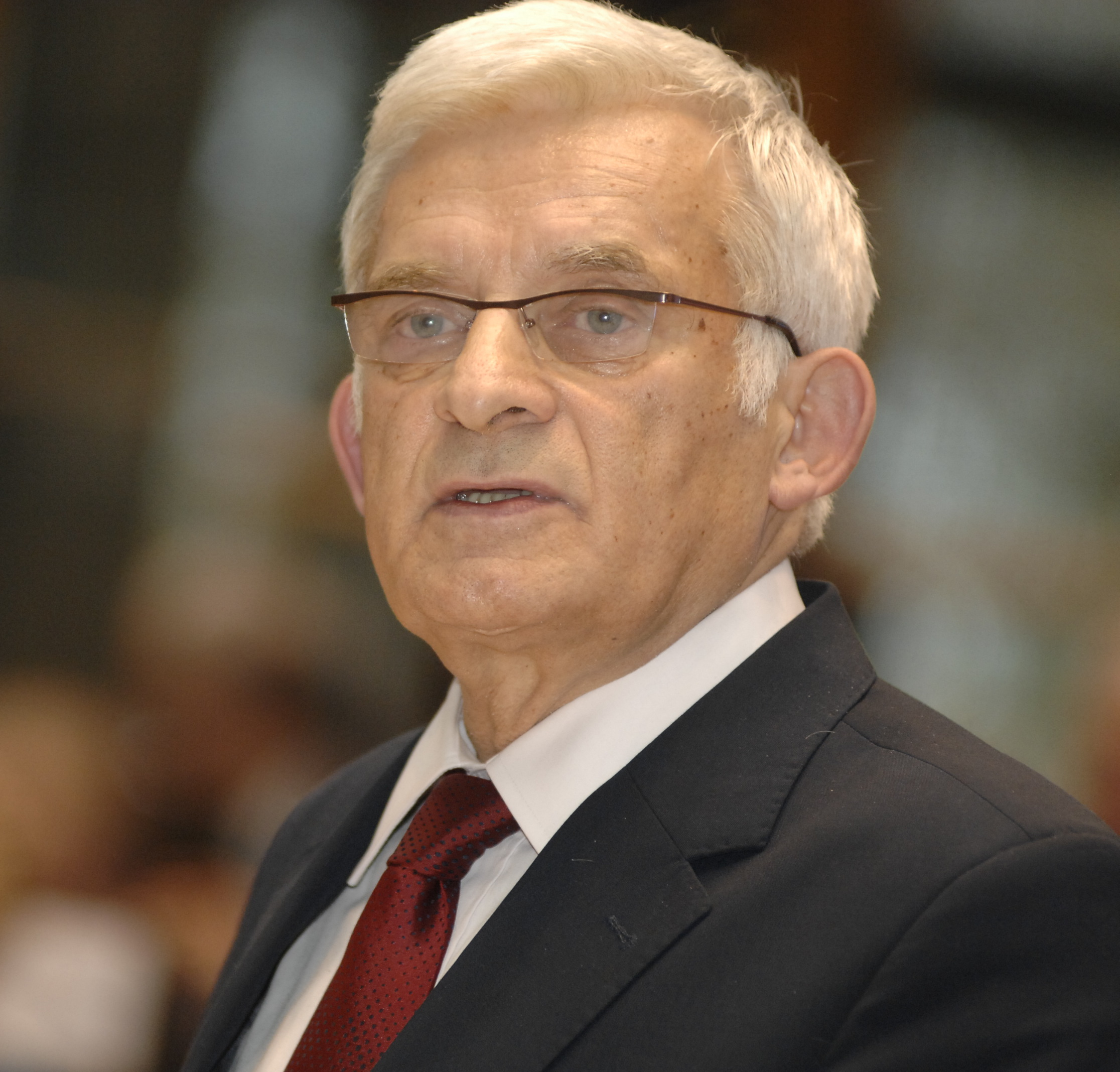
Jerzy Buzek